# 가잔·류큐 열도 전역
가잔-류큐 전역(Volcano and Ryukyu Islands campaign)은 제2차 세계 대전 당시 태평양 전구에서 1945년 1월에서 6월에 걸쳐 있었던 연합군과 일본군 사이의 일련의 전투를 말한다. 가잔 열도와 류큐 열도를 주요 전장으로 하는 두 번의 육상 작전; 이오 섬 전투 (1945년 2월 16일 - 3월 26일), 오키나와 전투 (1945년 4월 1일 - 6월 21일)와 일본해군에 의하여 시작된 대규모 해상 전투인 텐고 작전 (1945년 4월 7일)을 포함한다.
이 전역은 연합군이 일본 침공을 준비하기 위하여 대일본 해상 봉쇄 및 대규모 폭격을 수행하는 과정의 일환으로 진행되었다. 결과적으로 두번의 원자폭탄 투하 및 소련군의 만주 침공에 의한 일본의 항복으로 인하여, 일본 침공을 위한 실질적 도움이 되지는 못하였다.

## 전역
이오섬과 오키나와섬은 일본 본토에 대한 공습을 진행하기 위한 폭격기의 발진 기지의 위치로 중요한 가치를 가지고 있었다. 이오섬 침공을 위한 작전은 1944년 9월에 입안되었으며, 1945년 2월 19일 작전 개시 하였고, 3월 26일에 점령하였다. 점령 과정에서 미군은 상당한 손실을 입었으며, 일본군은 항복하기 전에 대부분 자살하였다. 3월 11일부터 공항을 운용하기 시작하였으며, 일본 본토에 대한 공습을 진행하였다.
오키나와섬에서는 131,000명의 일본군이 이오섬과 유사한 방법으로 연합군을 거부하기 위한 준비를 하였다. 우시지마 미쓰루 장군은 도요다 소에무 연합함대 사령관의 지휘하에 대규모 카미카제 공격을 감행하여 미군의 상륙 시도를 저지하고자 하였다. 이 과정에서 미군은 34척의 함정이 침몰하였고, 25척은 수리가 불가능할 정도로 피해를 입었으며, 343척이 크고 작은 손실을 입었다. 상륙 및 점령 과정에서는 48,193 명이 사상자가 발생하였다. 작전이 종료될 무렵에 일본군 장교의 3/4가 전사하거나 자살하였다. 4월 7일에는 텐고 작전을 위하여 야마토가 출진하였으나, 침몰하였다. 이토 세이이치 제독과 아루가 코사쿠 함장은 작전 중 전사하였으며, 야마토함은 미해군 전투함과 접촉하지 못한 체 파괴되었다.
가잔 열도와 류큐 열도를 점령한 미군은 3월 9-10일 무렵부터 도쿄를 포함한 혼슈 및 규슈 지역에 대한 작전이 가능하게 되었다.

## 같이 보기
- 일본 전역

### 자료
- Drea, Edward J. (1998). 〈An Allied Interpretation of the Pacific War〉. 《In the Service of the Emperor: Essays on the Imperial Japanese Army》 (영어). Nebraska: University of Nebraska Press. ISBN 0-8032-1708-0.
- Dyer, George Carroll. “The Amphibians Came to Conquer: The Story of Admiral Richmond Kelly Turner” (영어). United States Government Printing Office. 2006년 10월 20일에 확인함.

### 추가 자료
- Fisch Jr., Arnold G. 《Ryukyus》. World War II Campaign Brochures (영어). Washington D.C.: United States Army Center of Military History. CMH Pub 72-35. 2012년 1월 5일에 원본 문서에서 보존된 문서. 2016년 4월 26일에 확인함.